# Stegias clibanarii
Stegias clibanarii is een pissebed uit de familie Bopyridae. De wetenschappelijke naam van de soort is voor het eerst geldig gepubliceerd in 1904 door Harriet Richardson.